# Matthew Knight
Matthew Knight (Toronto, 16 febbraio 1994) è un attore canadese.
Conosciuto soprattutto per i film The Grudge 2 e The Grudge 3, e anche per la serie televisiva La mia babysitter è un vampiro.

## Filmografia

### Cinema e direct-to-video
- Peep (2004)
- Il più bel gioco della mia vita (The Greatest Game Ever Played), regia di Bill Paxton (2005)
- Il ritorno della scatenata dozzina (Cheaper by the Dozen 2), regia di Adam Shankman (2005)
- Skinwalkers - La notte della luna rossa (Skinwalkers), regia di James Isaac (2006)
- The Grudge 2, regia di Takashi Shimizu (2006)
- Christmas in Wonderland, regia di James Orr (2007)
- Finn - Un amico al guinzaglio (Finn on the Fly), regia di Mark Jean (2008)
- The Grudge 3, regia di Toby Wilkins (2009)
- Gooby - L'orsetto scacciapaura (Gooby), regia di Wilson Coneybeare (2009)

### Televisione
- Queer as Folk – serie TV (2002)
- Big Spender – film TV (2003)
- Missing (1-800-Missing) – serie TV (2003)
- Peep and the Big Wide World – serie animata (2004)
- Kojak – serie TV (2005)
- For the Love of a Child, regia di Douglas Barr – film TV (2006)
- Intimate Stranger, regia di Bert Kish – film TV (2006)
- Le candele brillavano a Bay Street (Candles on Bay Street), regia di John Erman – film TV (2006)
- The New Babar – serie TV (2006)
- Skyland – serie animata (2006)
- The Dresden Files – serie TV (2007)
- The Good Witch - Un amore di strega (The Good Witch), regia di Craig Pryce – film TV (2008)
- The Good Witch's Garden - Il giardino dell'amore (The Good Witch's Garden), regia di Craig Pryce – film TV (2009)
- The Good Witch's Gift - Il matrimonio di Cassie (The Good Witch's Gift), regia di Craig Pryce – film TV (2010)
- La mia babysitter è un vampiro (My Babysitter's a Vampire), regia di Bruce McDonald – film TV (2010)
- A Heartland Christmas – film TV (2010)
- The Good Witch's Family - Una nuova vita per Cassie (The Good Witch's Family), regia di Craig Pryce – film TV (2011)
- La mia babysitter è un vampiro (My Babysitter's a Vampire) – serie TV (2011-2012)
- R.L. Stine's The Haunting Hour – serie TV (2011)
- Magic City – serie TV, 1 episodio (2013)

## Doppiatori italiani
Nelle versioni in italiano dei suoi film, Matthew Knight è stato doppiato da:
- Manuel Meli in Le candele brillavano a Bay Street, The Grudge 2, The Grudge 3, Christmas in Wonderland.
- Andrea Oldani in La mia babysitter è un vampiro
- Alex Polidori in The Good Witch - Un amore di strega